# Porte de Jaffa
La porte de Jaffa (שער יפו, Sha'ar Yaffo) ou porte de l'Ami (Khalil en arabe, qui désigne Hébron), ou porte de la Tour de David est un ancien passage dans les fortifications de la Vieille ville de Jérusalem.
C'est la seule porte s'ouvrant du côté occidental de la vieille ville, et c'est de là que partaient les routes de Jaffa et d'Hébron.
Juste à côté, à l'endroit le plus élevé de la vieille ville, se trouve la citadelle connue sous le nom de Tour de David, qui abrite aujourd'hui un musée.
Les Ottomans ont percé une ouverture dans la muraille à droite de la Porte pour permettre le passage à cheval du cortège officiel de l'empereur Guillaume II en 1898, alors en visite pour la première fois à Jérusalem.
En 1917, c'est au tour du général Edmund Allenby de faire son entrée officielle par la porte de Jaffa, à pied.
Cette porte était surmontée d'une "tour de l'horloge" baroque entre 1908 et 1917, ainsi que toutes les constructions qui se trouvaient devant les murailles. Puis la porte de Jaffa est passée sous contrôle jordanien de 1948 à 1967, et sous celui d'Israël à partir de la guerre des Six Jours, en 1967.
Le patriarcat latin de Jérusalem se trouve juste à côté.

## Architecture
Comme les pierres utilisées pour le reste de la Vieille ville murs, les pierres de la porte de Jaffa sont grandes, taillées, de couleur sable. 
L'entrée se situe à environ vingt pieds (six mètres) de hauteur, et le mur se dresse de vingt pieds au-dessus.

### Tour de David / la Citadelle
La Tour de David (hébreu : מגדל דוד, Migdal David, en arabe : برج داود, Burj Daud) est une ancienne citadelle située près de l'entrée porte de Jaffa à la Vieille ville de Jérusalem.

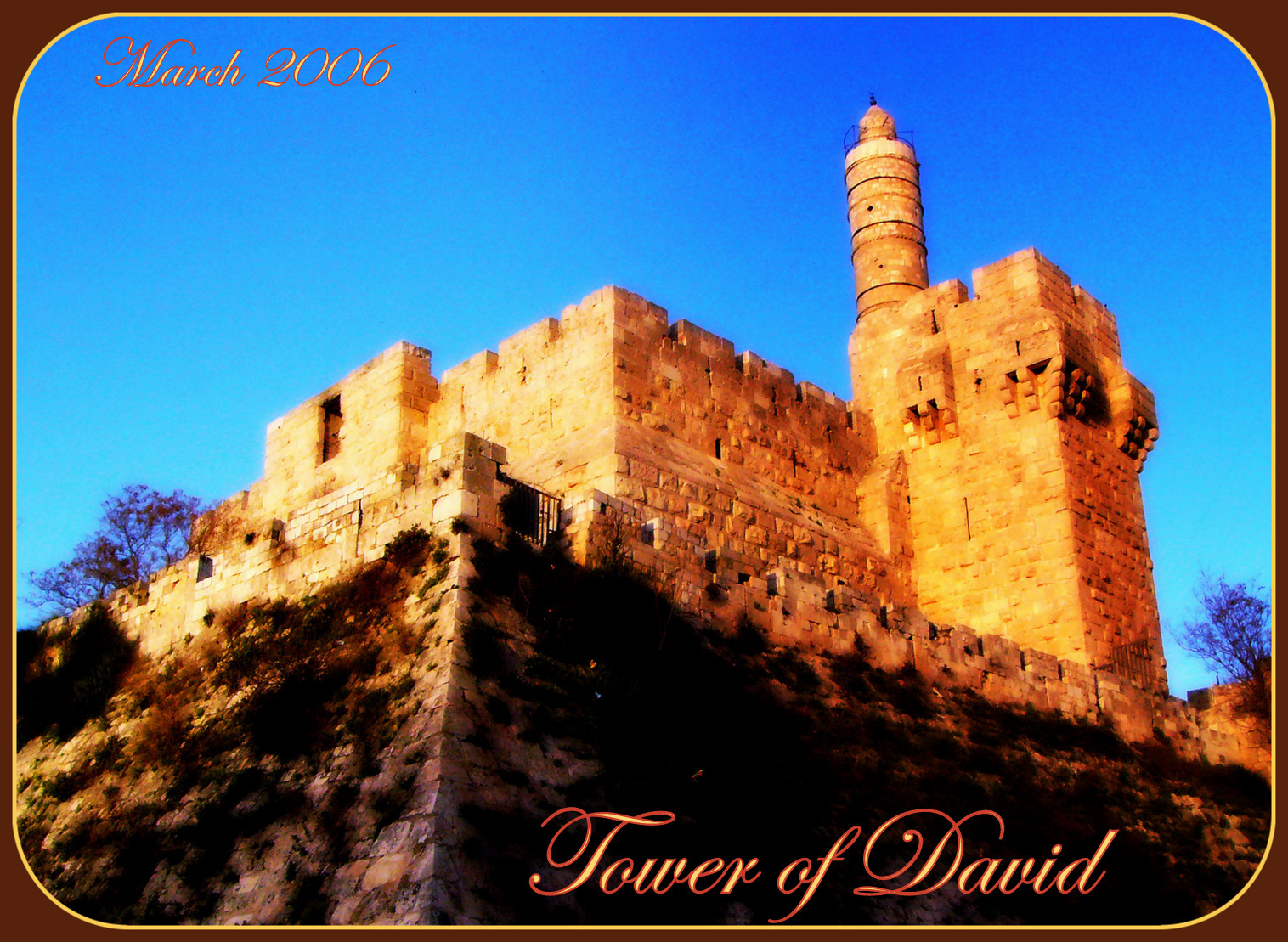
Tour de David (2006

Construite pour renforcer un point faible dans les défenses stratégiques de la Vieille ville, la citadelle qui se dresse aujourd'hui a été construite pendant le IIe siècle avant notre ère et par la suite détruite et reconstruite successivement par les conquérants chrétiens, musulmans, mamelouks et ottomans de Jérusalem. Il est possible que l'actuelle tour soit le vestige de la monumentale tour Phasaël construite par Hérode le Grand au centre de la muraille nord de son palais. Elle contient d'importants vestiges archéologiques datant de 2 700 ans, et est un lieu populaire pour les événements, les salons d'artisanat, les concerts et les spectacles son et lumière.

### Kilomètre zéro d'Israël
À l'époque romaine, une colonne commémorative se tenait sur la place située devant la porte de Damas, à l'entrée nord de la Vieille ville de Jérusalem qui servait de point zéro - ainsi que le montre la carte de Madaba. 

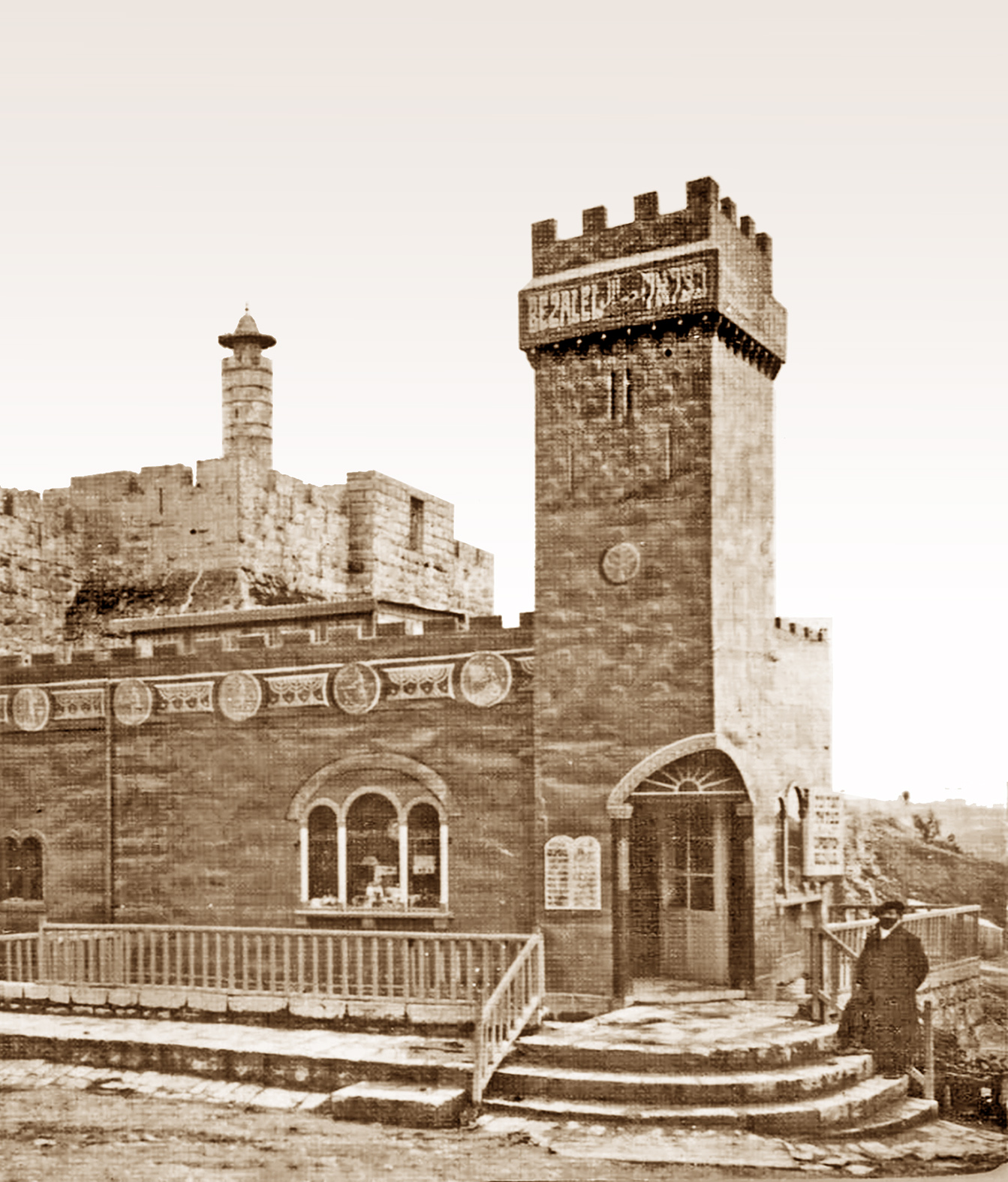
Le pavillon Bezalel (1913)

La colonne a été démolie après l'époque byzantine, mais les Arabes continuèrent d'appeler la porte de Damas par le nom : "La porte de la victoire". Au XXe siècle, la même fonction est attribuée à la place devant la Porte de Jaffa. Il n'existe actuellement aucune indication sur ce point aujourd'hui.

### Le pavillon Bezalel
Le pavillon Bezalel était une structure en bois étamé avec un toit crénelé et une tour. Il a été construit en dehors des murs en 1912 pour servir d'atelier et d'exposition à l'École des beaux-arts de Bezalel. Le pavillon est conçu spécifiquement pour les touristes et les passants sur le chemin de la vieille ville. 

Le pavillon est détruit six ans après avoir été établi.

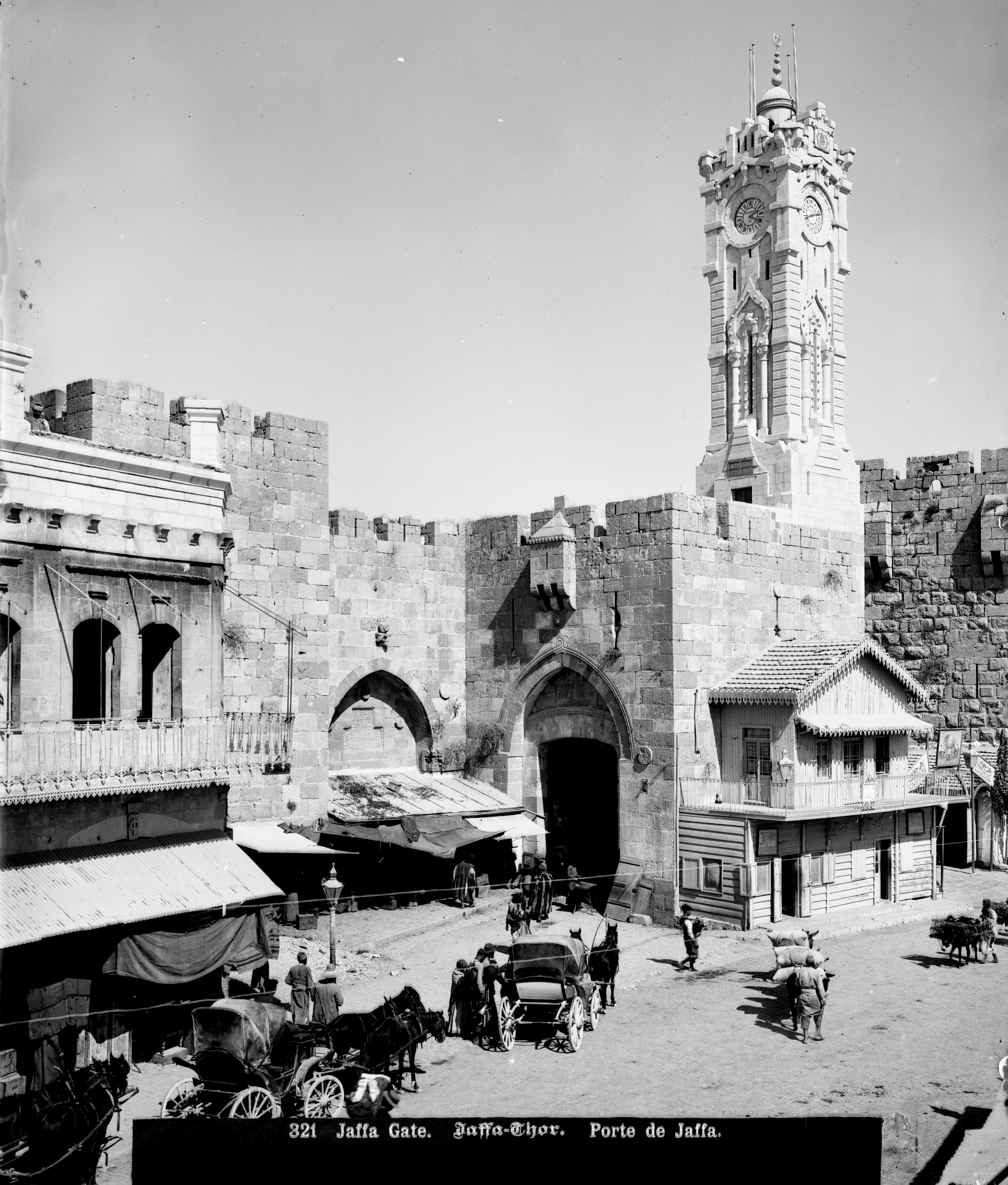
La tour de l'horloge

### Tour de l'Horloge
En 1907, les habitants de Jérusalem construisent une tour avec horloge de style baroque au-dessus de la porte de Jaffa, pour servir de quartier des affaires dans le secteur. C'était l'une des centaines de tours de l'horloge construites à travers l'Empire ottoman en hommage au sultan Abdul Hamid II pour commémorer les 25 années de son règne. 

Le tour de l'horloge est construite en calcaire taillée, à proximité de la grotte de Sédécias. Elle faisait treize pieds de haut et était surmontée de quatre horloges. Les côtés occidental et oriental donnaient l'heure officielle, tandis que deux autres horloges affichaient l'heure locale. Au-dessus de l'horloge, le croissant et l'étoile symbolisaient la domination ottomane.

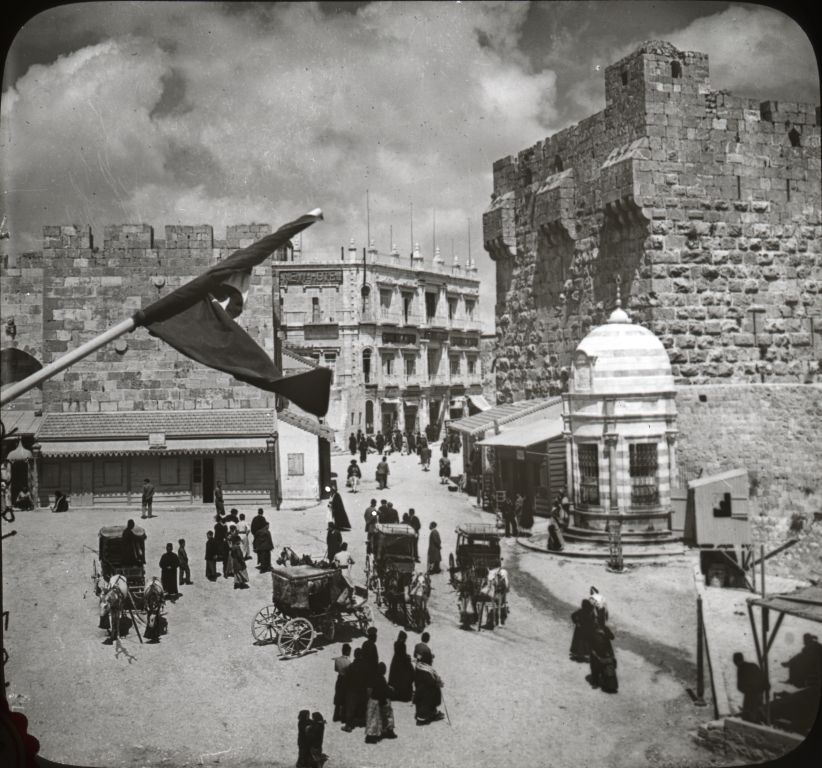
Vue extérieure de la porte de Jaffa (entre 1900 et 1907)

La construction de la tour a coûté environ vingt mille francs. Compte tenu de la difficulté pour mobiliser cet argent, la tour n'a été en fait construite que cinq ans plus tard, pour les 30 ans de règne du sultan. 
Sept autres tours ont été construites, à Safed, Acre, Haïfa, Nazareth, Naplouse et Jérusalem. Le fait que la porte de Jaffa ait été sélectionnée pour la tour d'horloge indique sa grande importance à l'époque, plus que la porte de Damas, puisqu'elle était le lieu de passage des caravanes, des marchands ou des pèlerins.
Cette tour de l'Horloge a subsisté seulement une décennie : elle a été abattue par les Britanniques quand ils ont occupé Jérusalem en 1922, au motif qu'elle gâchait le style architectural de la Cité antique. 

### Sebil turco-ottomane
À l'entrée de la porte, à proximité du Pavillon Bezalel, une sebil avait été construite par le sultan.

## Images historiques
- Vue Lumière tournée en 1897 par Alexandre Promio.

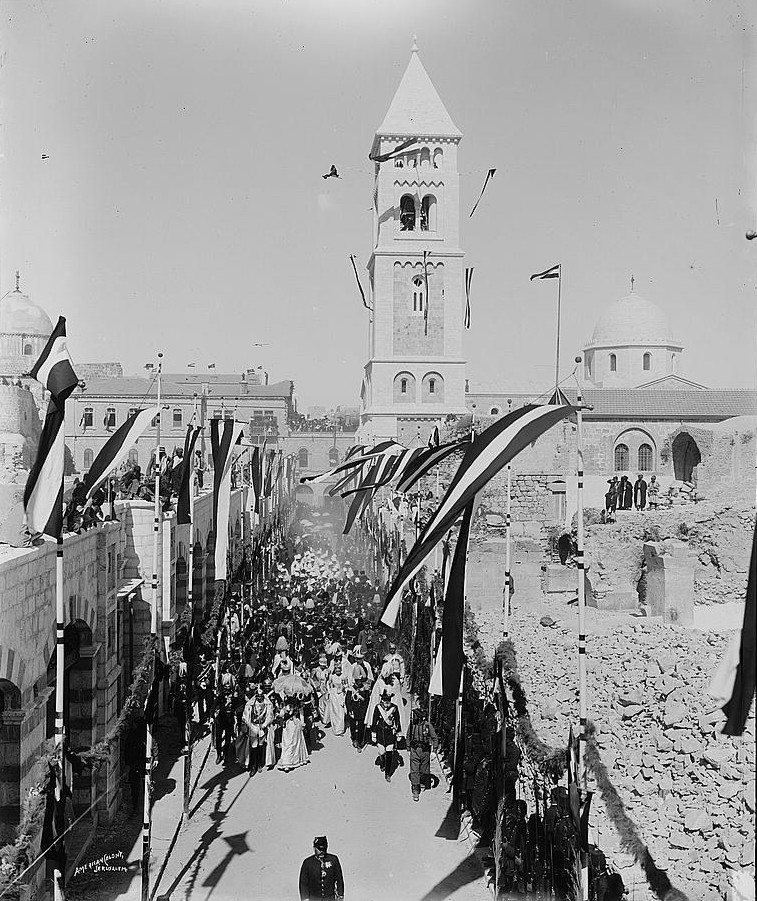
Le cortège officiel de l'empereur Guillaume II le 31 octobre 1898.
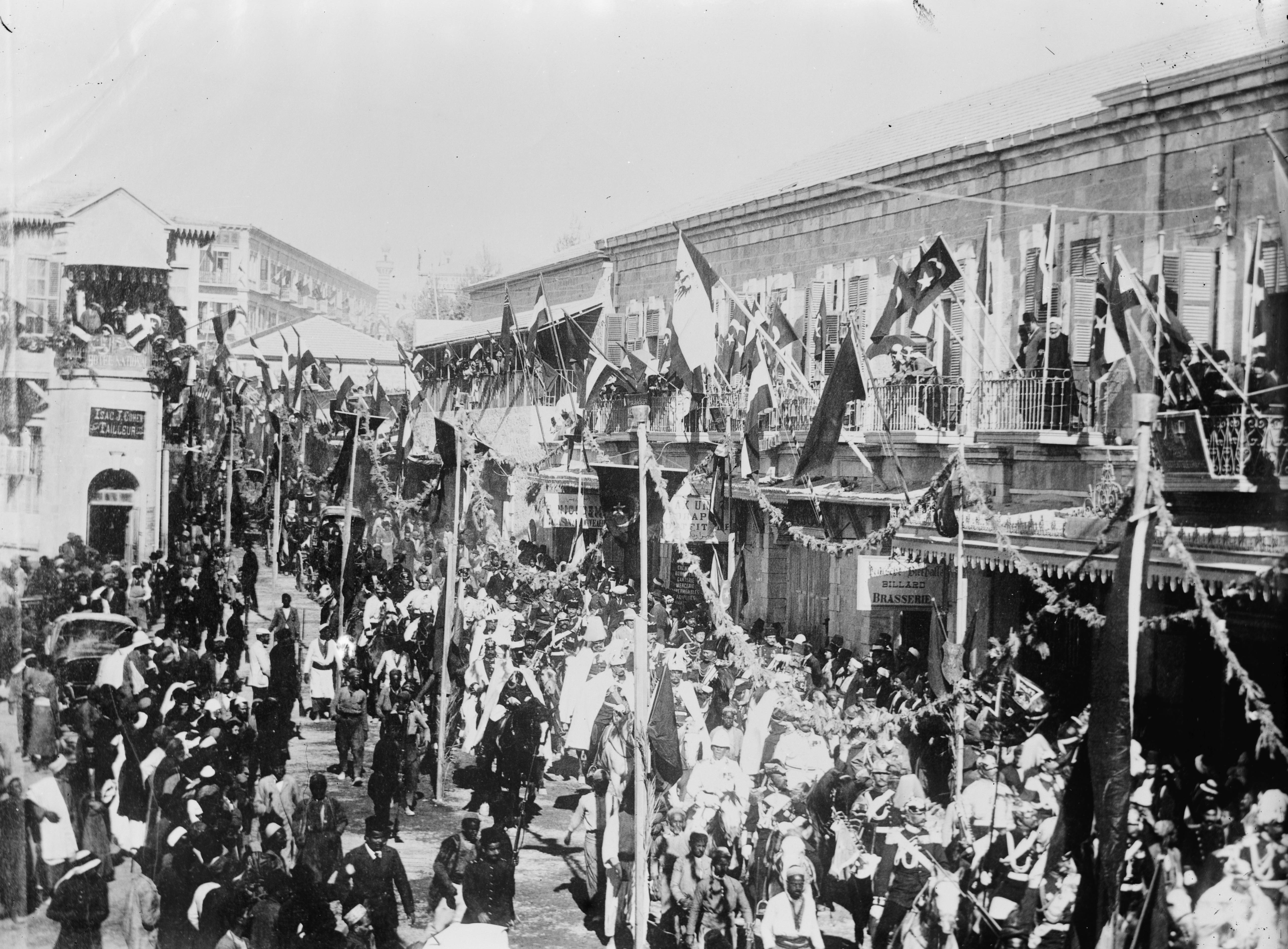
Le cortège de l'empereur Guillaume II route de Jaffa.
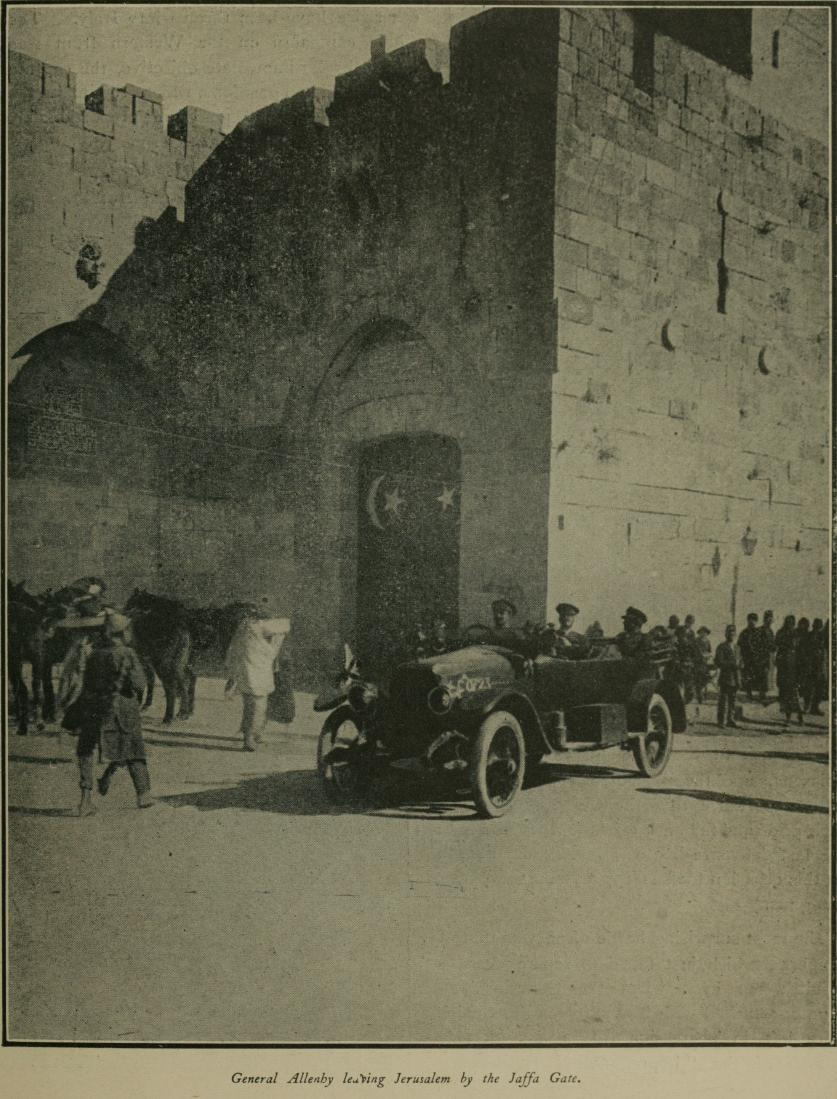
Allenby devant la porte de Jaffa en 1917.
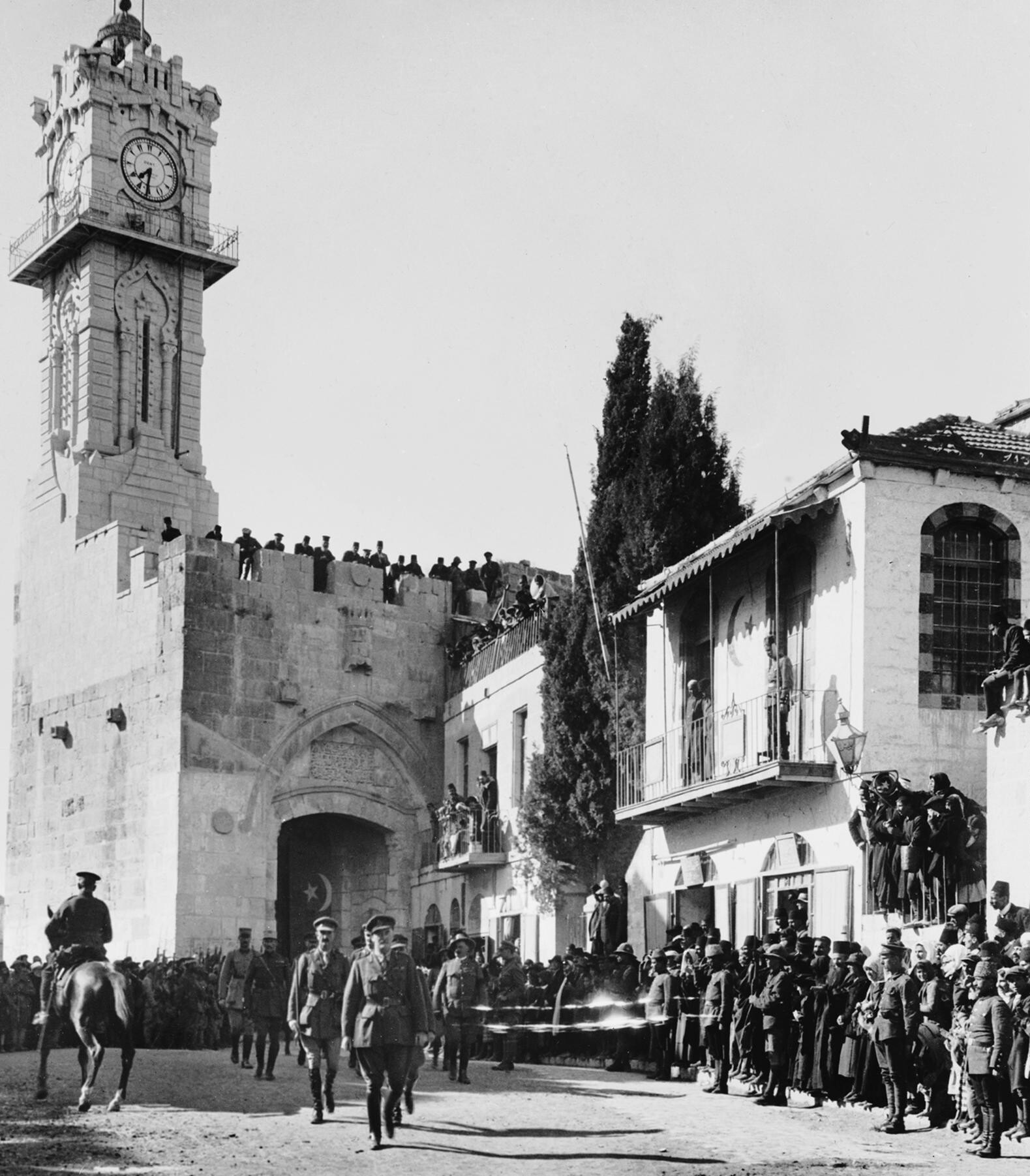
Allenby entrant à Jérusalem en 1917.
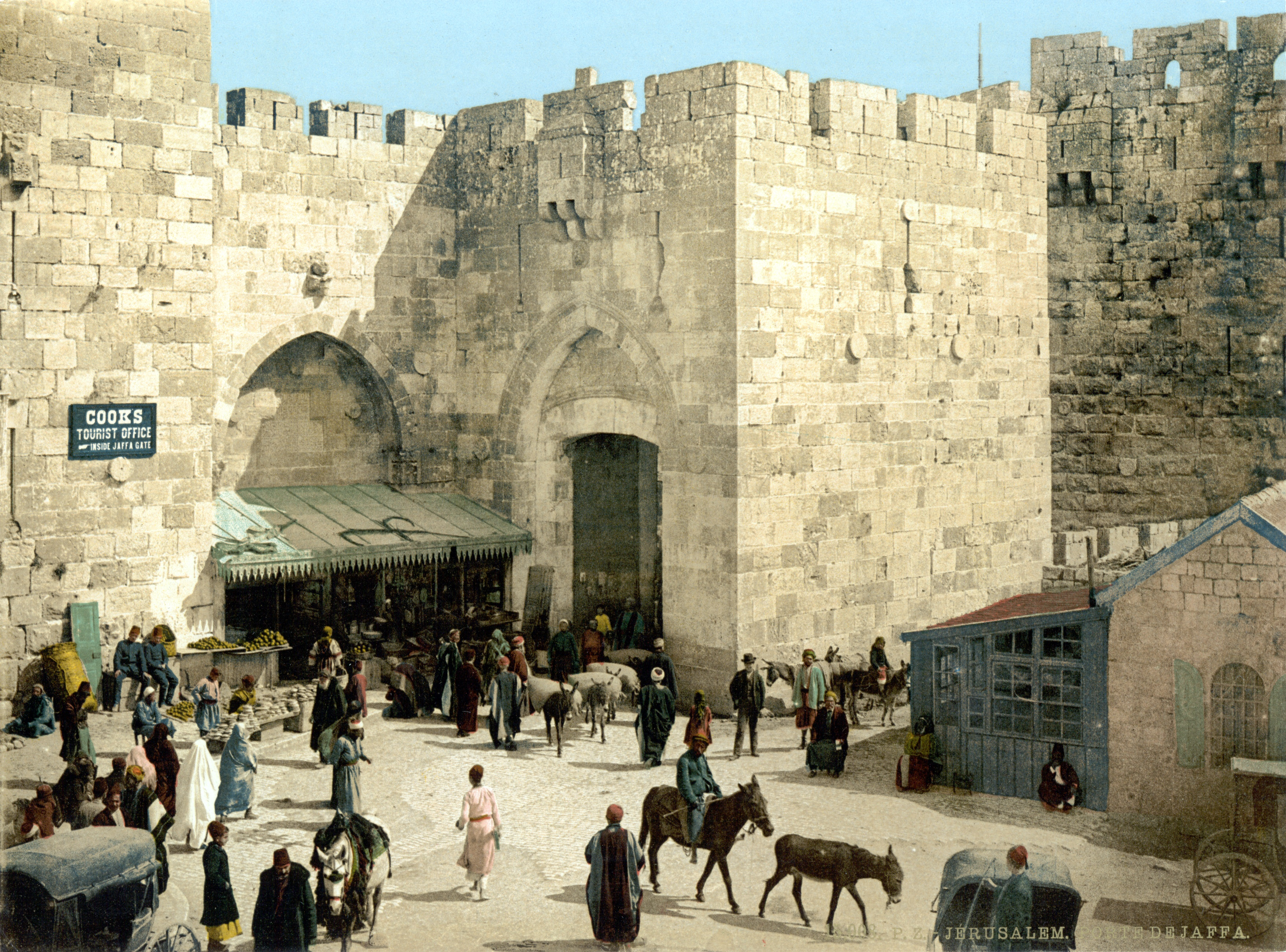
Vue en 1900.
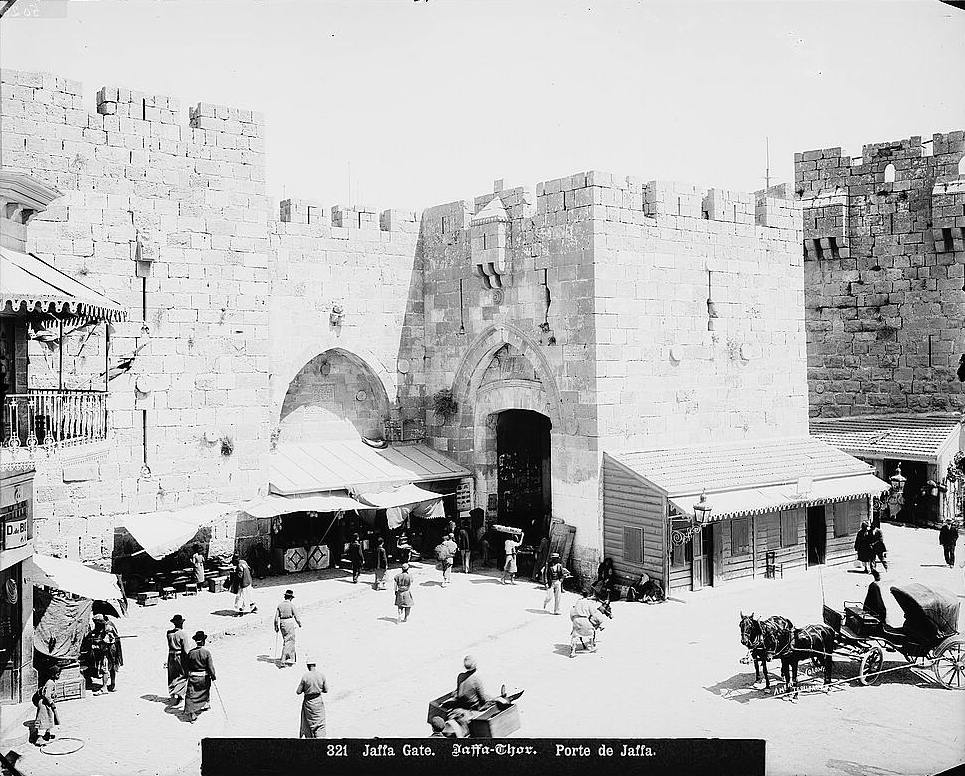
Vue avant 1908.
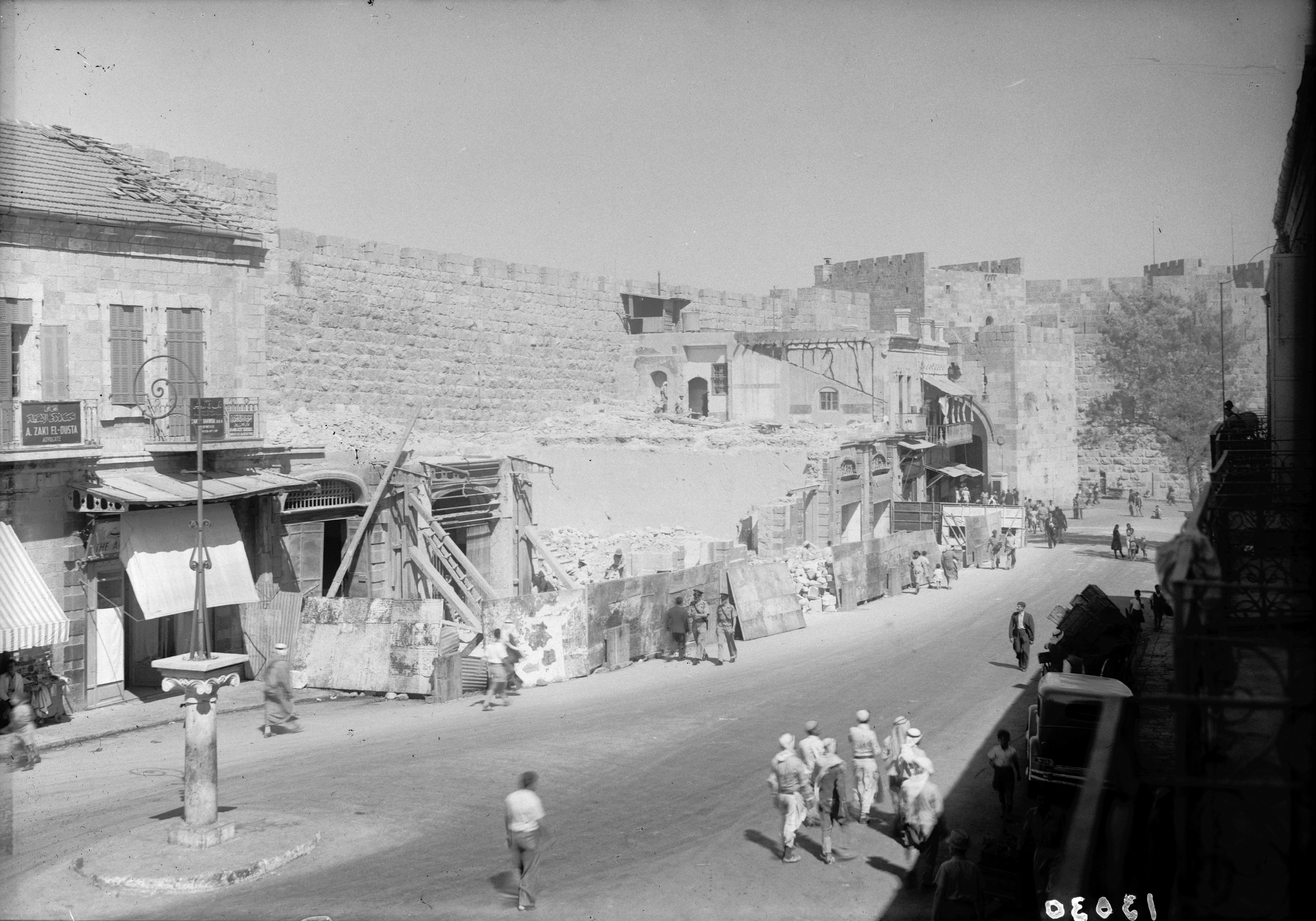
Démolitions par les Britanniques en 1944.

## Dans la littérature
C’est par la porte de Jaffa que Gustave Flaubert entre à Jérusalem le jeudi 8 août 1850 (Voyage en Orient).